# Kathy Liebert
Kathleen H. Liebert, née le 1er octobre 1967 à Nashville dans le Tennessee, est une joueuse de poker professionnelle américaine.
Kathy Liebert a gagné plus de 5 600 000 $ dans les tournois de poker. C'est la première au classement de l'argent remporté par les femmes.
En 2002, elle remporte le Party Poker Million, le premier tournoi de Limit Hold'em avec un premier prix d'un million de dollars.
En 2004, elle gagne un bracelet WSOP dans le tournoi $ 1,500 Limit Hold'em Shootout.
Kathy a fait cinq tables finales du WPT, sans victoire. 